# بورت دو لاشابال (مترو باريس)
بورت دو لاشابال (بالفرنسية: Porte de la Chapelle)‏ هي محطة مترو تابعة لمترو باريس تقع في فرنسا في الدائرة الثامنة عشرة في باريس.[بحاجة لمصدر]